# Scott Monument
El Monument a Scott (Scott Monument) és un monument d'estil gòtic de tall victorià erigit en honor de l'autor escocès sir Walter Scott. S'aixeca en els Princes Street Gardens de la ciutat d'Edimburg, davant dels magatzems Jenners i en les proximitats de l'estació de ferrocarrils de Waverley.
La torre, construïda en pissarra de Livingston i amb una altura de 61'1 metres, disposa d'una escala de caragol interna que permet accedir als diversos pisos de l'edifici, des dels quals es pot albirar la ciutat i els voltants. El pis més alt, al qual s'arriba després de 287 esglaons, permet pujar a la cúspide de l'edifici (a aquells visitants que ho aconsegueixin se'ls lliura un certificat per commemorar l'esdeveniment).
La atmosfera de l'Edimburg victorià, que llavors era conegut com a Auld Reekie (o la vella ciutat fumejant) per la gran contaminació industrial, va provocar que les pedres perdessin el color originari, i adquiriren una tonalitat negrosa. En l'actualitat una espècie d'oli hi segueix regalimant per les parets, que conserven el tan característic color negre. Bill Bryson el va anomenar «el coet gòtic».

## Història

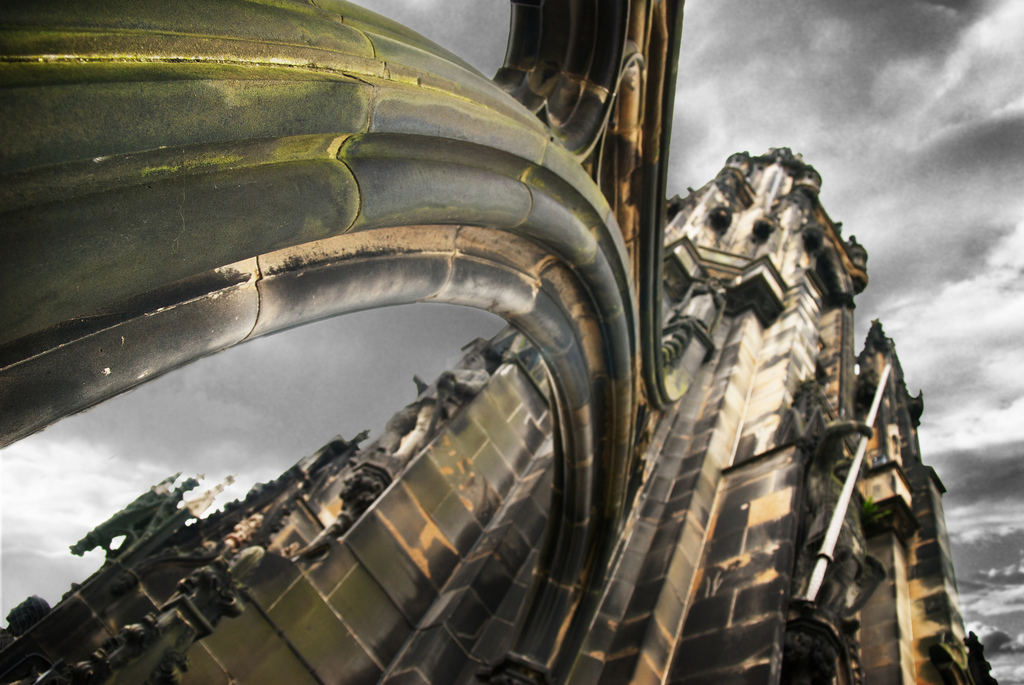
Detall del monument

Després de la mort de sir Walter Scott l'any 1832, es convocà un concurs públic per triar el disseny d'un monument commemoratiu en honor seu. El guanyador en fou George Meikle Kemp, un home de quaranta-sis anys dedicat a l'ebenisteria i al dibuix tècnic, i faltat de formació oficial en arquitectura, disciplina que havia après de manera autodidacta. Com la seva manca d'instrucció podia desqualificar-lo, va usar el pseudònim de John Morvo, l'arquitecte de l'abadia de Melrose. No obstant això, el disseny, que era similar a un que havia presentat temps enrere per a la catedral de Glasgow i que havia estat rebutjat, va tenir gran popularitat entre els jutges i el públic, i aconseguí el primer esment (1838) i el consegüent premi: la concessió del contracte d'obres per a l'execució.
A John Steell se li va encarregar l'execució d'una estàtua monumental de Scott, que seria col·locada a l'espai central existent sota els arcs del monument. L'escultura, realitzada sobre marbre blanc de Carrara, plasma un Walter Scott assegut, descansant després d'haver escrit una de les seves obres amb ploma, i acompanyat pel seu gos Maida, situat en un dels costats.
La primera pedra en fou col·locada el 15 d'agost de 1840 i la construcció va començar l'any 1841, després de l'aprovació del decret The Monument to Sir Walter Scott Act l'any 1841 (4 & 5 Vict.) C A P. XV., finalitzant quatre anys més tard. La torre s'acabà a la tardor de 1844, després de la col·locació a l'agost del floró pel fill de Kemp. El monument es va inaugurar el 15 d'agost de 1845 sense que George Meikle Kemp pogués assistir-hi, atès que el 6 de març d'aquest mateix any, mentre tornava a casa durant una tarda amb densa boira, va caure a l'Union Canal, on va morir ofegat. El cost total de l'edifici fou de 16.154/7/11 lliures esterlines.

## Administració
Durant la dècada del 1990 el monument va ser tancat de manera periòdica per poder dur a terme diferents treballs de restauració, que van suposar haver d'aixecar una bastida i tancar l'accés al públic de 1998 a 1999. Per aconseguir la millor restauració possible, la pedrera originària de la qual s'havia extret la roca va ser oberta de nou, permetent trobar roca de tonalitats similars. El cost total de la restauració va ascendir a 2,36 milions de lliures, finançat per la National Heritage Lottery Fund, Historic Scotland i l'Ajuntament d'Edimburg.
 A hores d'ara és sota l'administració del departament de museus de l'Ajuntament d'Edimburg, a pesar que el cost de la restauració va conduir l'any 1996 a discussions sobre si el monument havia de ser venut a particulars.

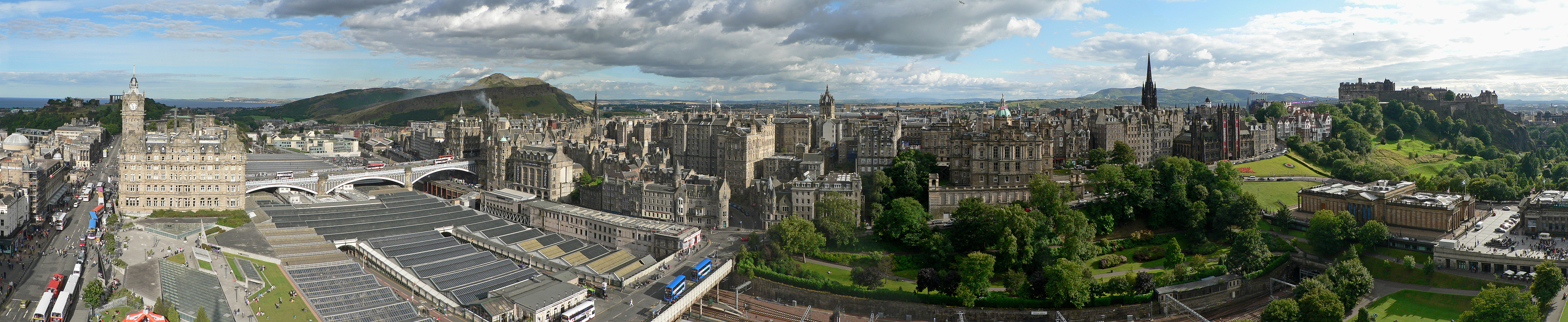
Panorama d'Edimburg, vist des del Scott Monument